# Chimaeroscypha echinatula
Chimaeroscypha echinatula är en svampart som först beskrevs av Raitv. & Huhtinen, och fick sitt nu gällande namn av Raitv. 2004. Chimaeroscypha echinatula ingår i släktet Chimaeroscypha och familjen Hyaloscyphaceae.   Inga underarter finns listade i Catalogue of Life.